# 250.ª Divisão de Infantaria (Alemanha)
—
A 250ª Divisão de Infantaria (em alemão:250. Infanterie-Division) foi uma divisão de infantaria da Alemanha que serviu durante a Segunda Guerra Mundial.

## Comandantes
| Comandante                                     | Data                                           |
| ---------------------------------------------- | ---------------------------------------------- |
| Generalmajor Agustín Muñoz Grandes             | 20 de julho de 1941 - 13 de dezembro de 1942   |
| Generalleutnant Emilio Esteban-Infantes Martín | 13 de dezembro de 1942 - 20 de outubro de 1943 |

## Oficiais de operações
| Oberst José María Troncoso Sagredo   | julho de 1941 - agosto de 1941            |
| Oberstleutnant Luis Zanón Aldalur    | agosto de 1941 - maio de 1942             |
| Oberst Roberto Gómez de Salazar      | maio de 1942 - janeiro de 1943            |
| Major Manuel García Andino           | janeiro de 1943 - 10 de abril de 1943     |
| Oberstleutnant José Diaz de Villegas | 10 de abril de 1943 - 14 de junho de 1943 |
| Oberst Antonio García Navarro        | 14 de junho de 1943 - novembro de 1943    |
| Oberstleutnant José Diaz de Villegas | novembro de 1943 - dezembro de 1943       |

## Área de Operações
Narwa, Luga - Julho de 1941 - outubro de 1943

## Ordem da Batalha
- Infanterie-Regiment 262 (span.)
- Infanterie-Regiment 263 (span.)
- Infanterie-Regiment 269 (span.)
- Artillerie-Regiment 250 (span.)
- Panzerjäger-Abteilung 250 (span.)
- Aufklärungs-Abteilung 250 (span.)
- Pionier-Bataillon 250 (span.)
- Infanterie-Divisions-Nachschubführer 250 (span.)
- Divisionseinheiten 250